# Калининское сельское поселение (Северная Осетия)
Кали́нинское се́льское поселе́ние — муниципальное образование в Моздокском районе Республики Северная Осетия — Алания Российской Федерации.
Административный центр — посёлок Калининский. 

## География
Муниципальное образование расположено в восточной части Моздокского района. В состав сельского поселения входит один населённый пункт. Площадь сельского поселения составляет — 14,39 км2.
Граничит с землями муниципальных образований: Моздокское городское поселение на севере, Терское сельское поселение на востоке и Киевское сельское поселение на западе. 
Сельское поселение расположено на восточных окраинах Кабардинской равнины. Средние высоты на территории муниципального образования составляют около 140 метров над уровнем моря. Рельеф местности преимущественно равнинный с холмистыми возвышенностями. На юге сельского поселения начинают возвышаться склоны Терского хребта. К западу от посёлка большая часть побережья реки Терек покрыта густыми приречными лесами, затрудняющими подход к реке. К востоку от посёлка большая часть леса вырублено. 
Гидрографическая сеть представлена в основном рекой Терек. На юге муниципального образования проходит Надтеречный канал. 
Климат влажный умеренный. Среднегодовая температура воздуха составляет около +10,7°С и колеблется в среднем от +23,5°С в июле, до -2,5°С в январе. Среднегодовое количество осадков составляет около 530 мм. Основное количество осадков выпадает в период с мая по июль. В конце лета часты суховеи, дующие с территории Прикаспийской низменности. 

## История
Статус и границы сельского поселения установлены Законом Республики Северная Осетия-Алания от 5 марта 2005 года № 16-рз «Об установлении границ муниципального образования Моздокский район, наделении его статусом муниципального района, образовании в его составе муниципальных образований - городского и сельских поселений и установлении их границ»

## Население
| 2002  | 2010  | 2011  | 2012  | 2013  | 2014  | 2015  |
| ----- | ----- | ----- | ----- | ----- | ----- | ----- |
| 1873  | ↗1964 | →1964 | ↗2024 | ↗2074 | ↗2100 | ↗2132 |
| 2016  | 2017  | 2018  | 2019  | 2020  | 2021  | 2023  |
| ↗2175 | ↗2202 | ↗2232 | ↗2233 | ↗2255 | ↘2011 | ↘1997 |
| 2024  | 2025  |       |       |       |       |       |
| ↗2010 | ↗2013 |       |       |       |       |       |

Процент от населения района — 2.47 %
Плотность — 139.89 чел./км2. 

## Состав сельского поселения
| № | Населённый пункт | Тип населённого пункта          | Население | Доля от населения (%) |
| - | ---------------- | ------------------------------- | --------- | --------------------- |
| 1 | Калининский      | посёлок, административный центр | ↗2013     | 100 %                 |

## Местное самоуправление
Администрация Калининского сельского поселения — посёлок Калининский, ул. Береговая, 26. 
Структуру органов местного самоуправления сельского поселения составляют:
- Глава сельского поселения — Будайчиев Мухамед Нурмахоматович
- Администрация Калининского сельского поселения — состоит из 5 человек.
- Совет местного самоуправления Калининского сельского поселения — состоит из 10 депутатов.